# كايوكو كيشيموتو
كايوكو كيشيموتو (باليابانية: 岸本加世子) هي مغنية وممثلة يابانية، ولدت في 29 ديسمبر 1960 بشيمادا في اليابان.

## أعمال

### أفلام
- (1997) العاب نارية
- (1999) صيف كيكوجرو

## وصلات خارجية
- كايوكو كيشيموتو على موقع IMDb (الإنجليزية)
- كايوكو كيشيموتو على موقع ميوزك برينز (الإنجليزية)
- كايوكو كيشيموتو على موقع أول موفي (الإنجليزية)
- كايوكو كيشيموتو على موقع قاعدة بيانات الفيلم (الإنجليزية)